# 14 Herculis
Désignations
14 Herculis (en abrégé 14 Her) est une étoile naine orange située à une distance de 58,4 années-lumière du Soleil dans la constellation boréale d'Hercule. Sa magnitude apparente est de 6,67, si bien que l'étoile n'est pas visible à l'œil nu. En 2006, 14 Herculis possédait deux exoplanètes identifiées.
14 Herculis est une naine orange de type spectral K0V. On pense que l'étoile a seulement 79 pour cent de la masse du Soleil, 88 pour cent de son rayon, et 75 pour cent de sa luminosité. L'étoile est 2,7 fois plus riche que le Soleil en éléments plus lourds que l'hydrogène, d'après l'abondance du fer.

## Système planétaire
En 1998 une exoplanète a été découverte en orbite de 14 Herculis, appelée 14 Herculis b. La planète est située sur une orbite excentrique à longue période, d'environ 4,8 ans. En 2005, une probable deuxième planète a été identifiée, appelée 14 Herculis c. Les paramètres de cette planète sont incertains, mais une analyse récente suggère qu'elle pourrait être en résonance 4:1 avec la planète intérieure, avec une période de révolution de presque 19 ans et un demi-grand axe de 6,9 UA.
| Planète | Masse (MJ)   | Période orbitale (en jours) | Axe semi-majeur (ua) | excentricité  |
| ------- | ------------ | --------------------------- | -------------------- | ------------- |
| b       | >4.64 ± 0.19 | 1773.4 ± 2.5                | 2.77 ± 0.05          | 0.369 ± 0.005 |
| c       | >2.1         | 6906 ± 70                   | 6.9                  | 0 (fixé)      |

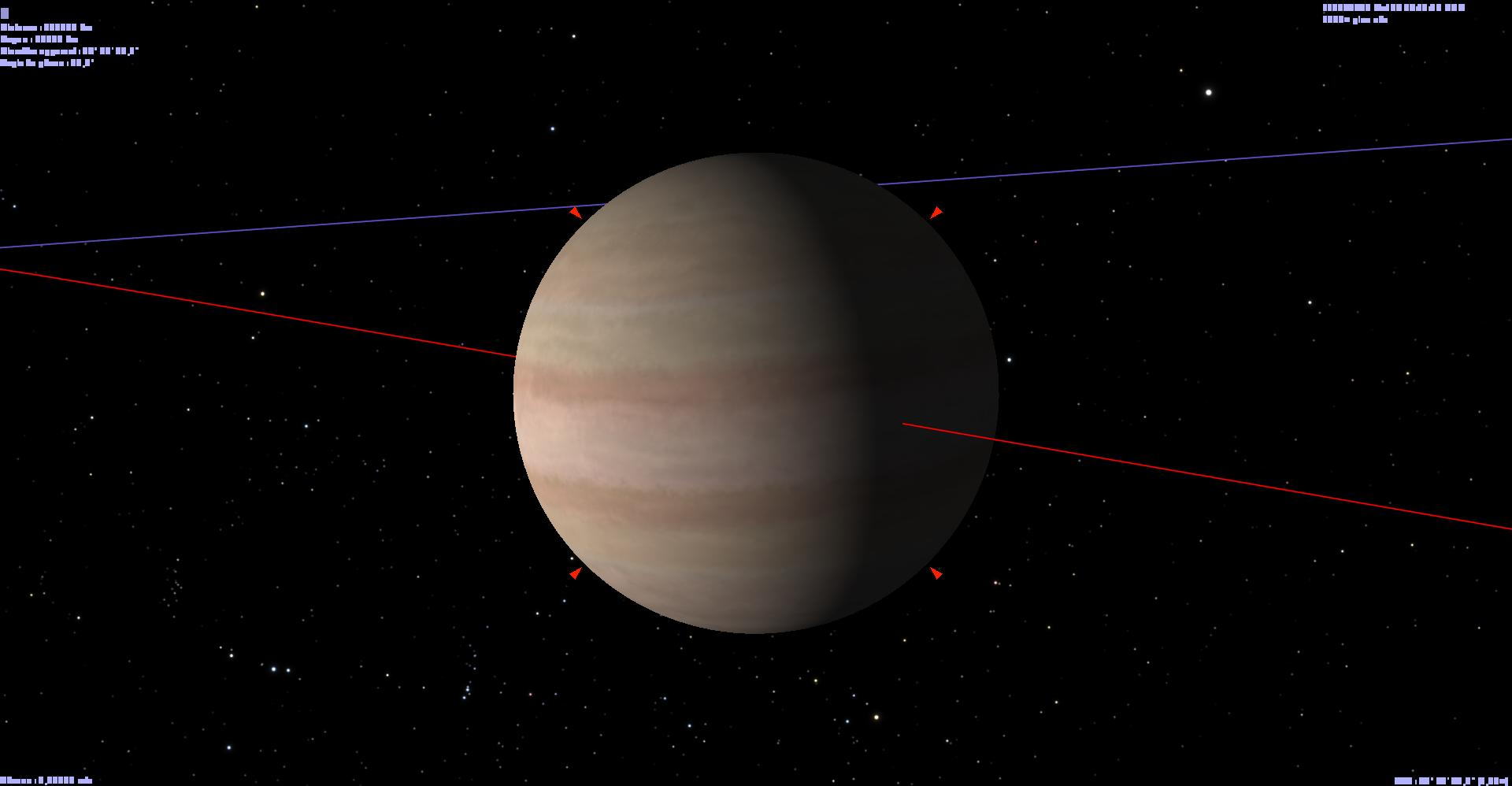
14 Her b vue dans Celestia.
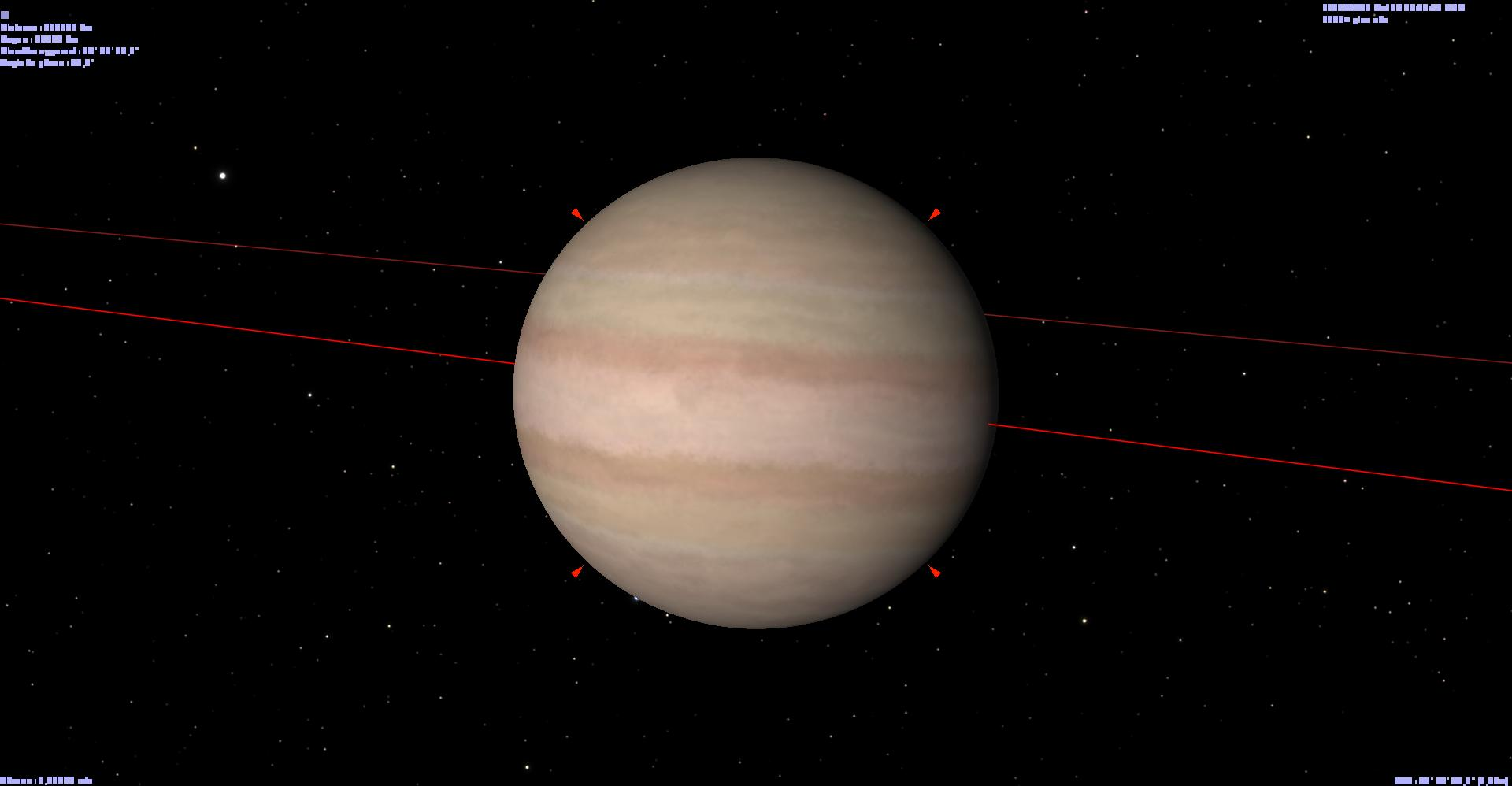
14 Her c vue dans Celestia.